# Olympische Jugend-Winterspiele 2016/Teilnehmer (Indien)
| Gelbes Symbol für Goldmedaillen mit stilisierten Olympischen Ringen | Graues Symbol für Silbermedaillen mit stilisierten Olympischen Ringen | Braundes Symbol für Bronzemedaillen mit stilisierten Olympischen Ringen |
| ------------------------------------------------------------------- | --------------------------------------------------------------------- | ----------------------------------------------------------------------- |
| —                                                                   | —                                                                     | —                                                                       |

Indien nahm an den Olympischen Jugend-Winterspielen 2016 in Lillehammer mit einem Athleten in einer Sportart teil.

## Sportarten

### Ski Alpin
| Jungen          |              |     |     |                    |                    |                    |                    |
| Saurabh Saurabh | Super-G      |     |     |                    |                    | DNS                | DNS                |
| Saurabh Saurabh | Riesenslalom | DNF | DNF | nicht qualifiziert | nicht qualifiziert | nicht qualifiziert | nicht qualifiziert |
| Saurabh Saurabh | Slalom       | DNF | DNF | nicht qualifiziert | nicht qualifiziert | nicht qualifiziert | nicht qualifiziert |
| Saurabh Saurabh | Kombination  | DNS | DNS | nicht qualifiziert | nicht qualifiziert | nicht qualifiziert | nicht qualifiziert |